# Radslav Kinský
Radoslav Jiří Kinský, D.Vet., Ph.D., známý jako Radslav (14. června 1928 Obora Kněžičky u Chlumce nad Cidlinou – 12. října 2008 Žďár nad Sázavou), byl český imunobiolog, zakladatel reprodukční imunologie, druhý velkopřevor českého velkopřevorství Vojenského a špitálního řádu sv. Lazara Jeruzalémského a čestný a devoční rytíř řádu maltézských rytířů. Pocházel z chlumecké větve starého šlechtického rodu Kinských. Zabýval se získanou specifickou tolerancí, transplantační a reprodukční imunologií.

## Životopis

### Mládí a období před emigrací
Radslav Kinský se narodil 14. června 1928 na zámečku Obora u Chlumce nad Cidlinou jako třetí potomek a druhý syn Zdenka Radslava Kinského (14. červenec 1896 Chlumec nad Cidlinou – 1. leden 1975 Řím, pohřben ve Vídni) a jeho manželky (sňatek 7. červen 1921 Praha) Eleonory Schwarzenbergové, rozené Clam-Gallasové (4. listopad 1887 Frýdlant v Čechách - 31. květen 1967 Vídeň, pohřbena ve Vídni), která byla o osm let starší než její muž. Byl bratrem Karla VI. (5. červenec 1911 Čimelice – 9. duben 1986 Vídeň) a Františka Schwarzenberga (24. březen 1913 Praha – 9. březen 1992 Unzmarkt, Rakousko) (z prvního manželství matky) a Václava Norberta Kinského (21. březen 1924, Praha - 9. březen 2008 Pugnano, Itálie). Otec Zdenko Radslav podepsal v září 1938 a v září 1939 deklarace české a moravské šlechty na obranu československého státu a národa.
V roce 1945 jako sedmnáctiletý mladík působil v Plzni jako tlumočník u amerického XXII. sboru a vyřizoval záležitosti v rámci Real Transportation Office – organizace, pomáhající v návratu domů válečným vysídlencům. Za studentského pobytu v Paříži v létě 1946 mu byla díky jeho jazykovému nadání československou ambasádou nabídnuta „prázdninová brigáda“ v diplomatických službách.
Během základní vojenské služby v Pardubicích byl v roce 1948 jeho rodině zabaven veškerý majetek. Téhož roku odešli do exilu jeho rodiče, bratr Václav Norbert i sestra Genilda. Po vojně působil ve státním hřebčínu v Chlumci nad Cidlinou, kde „dělal nekvalifikovanou práci“. Jeho žádosti o přijetí na vysokou školu byly zpočátku odmítány. Kinský oslovoval různé vlivné osobnosti včetně prezidenta Antonína Zápotockého, na jehož pokyn byl v roce 1953 přijat na Vysokou školu zemědělskou v Brně. Pracoval také na stavbách mládeže na Ostravsku. V letech 1957–1958 byl vědeckým pracovníkem Ústavu experimentální biologie a genetiky ČSAV v Praze.

### V emigraci
Roku 1958 dostal povolení k návštěvě kongresu ve Francii, kde se rozhodl zůstat. 29. listopadu 1958 se v Paříži oženil s gruzínskou princeznou Tamarou Amilakvari. Povolení k odjezdu je někdy dáváno do souvislosti s Kinského spoluprací s StB, kde byl ve svazku č. 41898 evidován jako tajný spolupracovník pod krycím jménem Čingischán.
V Paříži pracoval na oddělení imunopatologie nemocnice St. Antoine, od roku 1960 v pozdějším Národním ústavu zdraví a lékařského výzkumu (INSERM). Zůstal zde až do svého odchodu do penze a stal se ředitelem výzkumu. V tomtéž roce pracoval v Edinburghu v týmu Avriona Mitchisona. Jejich práce byla zaměřena na navození tolerance k alogennímu štěpu na kůži kuřete s užitím suspenze červených krvinek jakožto tolerančního činitele. Takto získané poznatky mohly posloužit nejen k přenosu tkáně mezi dvěma kmeny zvířat, ale nalezly uplatnění i v medicíně. V sedmdesátých a osmdesátých letech se pak kromě jiného významně podílel na výzkumu tlumení imunitní reakce organizmů vnějšími zásahy. K výsledkům mnoha výzkumů z oblasti imunobiologie, na kterých Radslav Kinský pracoval, patří imunosupresivní látky a postupy, kterých se užívá v medicíně při transplantacích orgánů a při léčbě imunopatologických onemocnění.
Radslav Kinský se stal jedním ze zakladatelů reprodukční imunologie a zasloužil se o studium transplantační imunologie spolu s Jamesem Howardem a Avrianem Mitchisonem. Spolu s Guy Voisinem, Gopal Gupta a Gerardem Chaouatem propracovával na pařížském pracovišti znalosti o supresorových T-buňkách, informace o síti a vazbách idotypové a placentární imunologické regulace, MHC reskripci, objevoval zákony vrozené imunity a úlohy NK buněk především na animálním, myším modelu.
Ve Francii získal doktorát přírodních věd na Sorbonně a doplnil si vzdělání specializací v oboru imunologie a genetiky. Je autorem řady odborných publikací, absolvoval různé stáže a přednášel po celém světě, mj. na Sorbonně, v Pasteurově ústavu, na univerzitě Duke v Durhamu (USA) a na edinburské univerzitě, dále v Izraeli, v Indii, v Alžírsku atd.
Roku 1973 byl přijat do Vojenského a špitálního řádu sv. Lazara Jeruzalémského. Následně jej český velkopřevor tohoto řádu Karel VI. Schwarzenberg požádal, aby se ujal vedení velkopřevorství. Kinský nabídku přijal a ke konci roku jej tehdejší 47. velmistr řádu Pierre de Cossé, 12. vévoda z Brissacu, jmenoval českým velkopřevorem. Tuto funkci vykonával až do roku 2004, kdy byl jeho nástupcem zvolen tehdejší řádový kancléř Václav Bořek-Dohalský, ten ale zemřel dříve, než se stihl fakticky úřadu velkopřevora ujmout.

### Po návratu do Československa
V roce 1990 se vrátil do Československa a pracoval v Ústavu péče o matku a dítě v Praze. Roku 1992 mu byl v restitucích vrácen zámek (bývalý cisterciácký klášter) ve Žďáře nad Sázavou, ke kterému patří i zemědělský statek s lesy (5600 hektarů), rybníky (470 hektarů) a polnostmi (180 hektarů). Správa celého majetku byla obnovena k 1. únoru 1993. V roce 1995 získal cenu ministra životního prostředí České republiky. V areálu zámku pořádal mezinárodní symposia reprodukční imunologie.
Radslav Kinský zemřel po dlouhé těžké nemoci na svém zámku ve Žďáru nad Sázavou v neděli 12. října 2008 krátce po půlnoci. Pohřeb se uskutečnil v sobotu 25. října odpoledne ve žďárském konventním kostele Nanebevzetí Panny Marie a svatého Mikuláše. Mši sloužil brněnský biskup Vojtěch Cikrle (* 1946), nekrolog pronesl Karel Schwarzenberg (1937–2023). Pohřbu se zúčastnil také tehdy bývalý premiér Miloš Zeman (* 1944). V neděli 26. října bylo jeho tělo uloženo do  rodinné hrobky při kostele sv. Filipa a Jakuba v Mlékosrbech u Chlumce nad Cidlinou.

## Rodina
Radslav Kinský se 29. listopadu 1958 oženil v Paříži s původem gruzínskou princeznou Thamarou Amilakvari (29. července 1935 Paříž – 17. dubna 2019 Paříž, pohřbena v rodinné hrobce rodiny Amilakvari v Paříži). Její rodina kdysi vlastnila panství Gori nedaleko Tbilisi a její dědeček byl nejvyšším maršálkem Gruzínského království. Thamařiny rodiče emigrovali z Gruzie v roce 1921. Vychovávala ji teta, protože matka jí zemřela a otec padl za války jako plukovník de Gaullovy armády. V profesním životě se věnovala jaderné energetice, mimo jiné působila v Mezinárodní agentuře pro atomovou energii.
Narodili se jim 2 synové:
- 1. Konstantin Norbert (Constantin Norbert; * 12. 1. 1961 Vincennes)
  - ∞ 31. 10. 1987 Marie de Crevoisier d'Hurbache (* 4. 9. 1963 Salon de Provence), jejich děti:
    - 1. Jan Václav (Jean Venceslas; * 22. 8. 1990 Sévres)
    - 2. Adrien (* 19. 6. 2002 Cormeilles-en-Parisis)
- 2. Karel Mikuláš (Charles Nikolas; * 20. 1. 1965 Vincennes)
  - ∞ 12. 9. 1990; 28. 9. 1991 Fresnay, Calvados Marie le Henneur (* 5. 11. 1959 Alger), jejich děti:
    - 1. Cyrille (* 28. 7. 1992 Massy)
    - 2. Pauline (* 23. 3. 1995 Verrieres-le-Buisson)
    - 3. Bruno

## Zajímavosti
Ovládal češtinu, francouzštinu, angličtinu, němčinu, italštinu a částečně španělštinu, ruštinu a maďarštinu.
Radslav Kinský si zahrál roli majitele zámku v televizním seriálu Detektiv Martin Tomsa s Markem Vašutem v hlavní roli. Byl také všestranným jezdcem, řídil spřežení a aktivně se účastnil parkurových soutěží i dostihů (mimo jiné ve Velké Chuchli).